# Observatoire Royal de Belgique

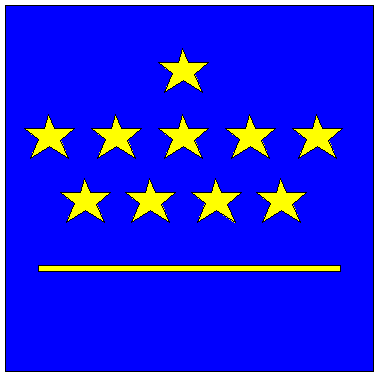
Logotyp obserwatorium Royal de Belgique

Observatoire Royal de Belgique – belgijskie obserwatorium astronomiczne założone 1823 roku w Uccle przez Adolphe Quételet.